# Scutia colombiana
Scutia colombiana är en brakvedsväxtart som beskrevs av Marshall Conring Johnston. Scutia colombiana ingår i släktet Scutia och familjen brakvedsväxter. Inga underarter finns listade i Catalogue of Life.